# Тема с вариациями (балет)
Те́ма с вариа́циями (англ. Theme and Variations) — одноактный балет Джорджа Баланчина на музыку финальной части Третьей сюиты Петра Ильича Чайковского (op. 55, 1884). Был поставлен для нью-йоркского «Театра балета» в расчёте на его солистов Алисию Алонсо и Игоря Юшкевича. Премьера состоялась 27 сентября 1947 года в Ричмонде, 26 ноября балет был впервые представлен в Нью-Йорке, на сцене Городского центра музыки и драмы.

## История
Джордж Баланчин приступил к работе над «Темой с вариациями» вскоре после возвращения из Франции, где он несколько месяцев активно работал в Парижской опере, подготовив с артистами её балетной труппы четыре своих балета — в том числе, премьеру «Хрустального дворца».
Балет был поставлен для Алисии Алонсо и Игоря Юшкевича, которые и исполнили главные партии. Среди других исполнителей были Мелисса Хейден, Фернандо Алонсо и Фернан Нолт. Дирижировал премьерой Бенджамин Стейнберг (Benjamin Steinberg), сценография У. Томпсона.
В этом небольшом произведении Баланчин хотел «пробудить то прекрасное время в классическом танце, когда русский балет процветал благодаря музыке Чайковского». Хореография точно следует за музыкой композитора, она насыщенная и требует большой виртуозности от исполнителей. Финал сюиты № 3 состоит из 12 музыкальных вариаций, и балет начинают 12 артисток с парой солистов во главе; балетные вариации балерины и премьера чередуются с танцами женского кордебалета и обрамляются ими. Центром всей композиции служит лиричное адажио солистов, идущее вслед за вторым соло балерины. Кульминацией является финальный полонез, в котором участвуют все 13 пар артистов — 26 человек.

### Возобновления
В 1958 году Американский театр балета возобновил постановку в оформлении А. Левассёра, главные партии исполнили Луп Серрано и Ройс Фернандес.
В 1960 году Баланчин перенёс балет в собственную труппу. Премьера состоялась 5 февраля, главные партии исполнили Виолетт Верди и Эдвард Виелла. В качестве костюмов были взяты пачки Варвары Каринской из балета «Симфония до мажор», художник по свету — Дэвид Хейс.
В 1970 году Баланчин сделал «Тему с вариациями» завершением своего нового балета «Сюита № 3 Чайковского», где использовал все четыре части этого произведения (премьера состоялась 3 декабря на сцене Нью-Йоркского театра Линкольн-центра, оформление Николая Бенуа, в хореографию были внесены несколько незначительных изменений) — тем не менее, «Тема с вариациями» повсеместно исполняется в виде самостоятельного произведения, лишь изредка включаясь в более позднюю «полную версию» Баланчина в его собственной труппе.

## В других театрах

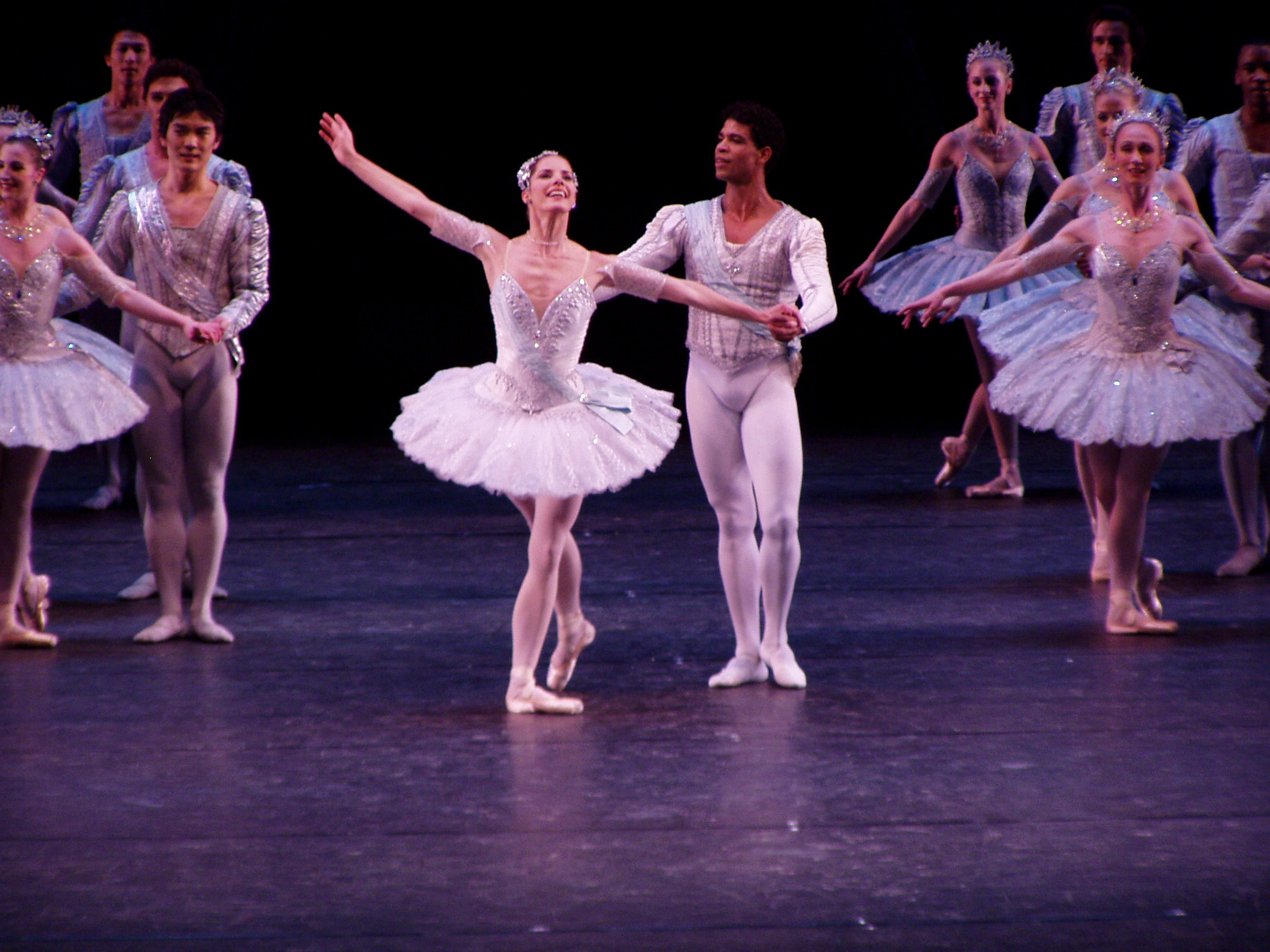
Дарси Басселли Карлос Акоста на поклонах после исполнения балета, Королевский балет.

В 1970 году Алисия Алонсо поставила «Тему с вариациями» в Гаване, в Кубинском национальном балете. 24 июня 1993 года балет был впервые поставлен в Парижской опере. В 1998 году был поставлен в Венской опере с костюмами Кристиана Лакруа.

#### В СССР
«Тема с вариациями» была впервые исполнена в СССР в 1960 году, во время гастролей Американского театра балета. В 1972 году, как заключительная часть «Сюиты № 3 Чайковского», она исполнялась во время гастролей Нью-Йорк Сити балета.
В 1986 году балет был впервые поставлен в Санкт-Петербурге — постановку на сцене Малого театра оперы и балета осуществил Александр Прокофьев.
«Тема с вариациями» вместе с «Шотландской симфонией» — первые балеты Баланчина, вошедшие в репертуар Мариинского театра. Премьера состоялась 16 апреля 1989 года по инициативе Олега Виноградова. Постановка Франции Расселл, костюмы Галины Соловьевой, солисты — Ольга Ченчикова и Махар Вазиев, Лариса Лежнина и Фарух Рузиматов (затем Юлия Махалина, Алтынай Асылмуратова и другие)[уточнить]. Летом того же года эта программа была представлена во время гастролей труппы в Нью-Йорке.